# Conchita Wurst
Conchita Wurst (AFI: /konˈtʃita ˈvʊʁst/) (n. 6 noiembrie 1988,  Gmunden, Austria), interpretată de Thomas „Tom” Neuwirth, este un cântăreț travestit austriacă. El a reprezentat Austria la Concursul Muzical Eurovision 2014 cu melodia "Rise Like A Phoenix" reușind să câștige concursul.

## Biografie

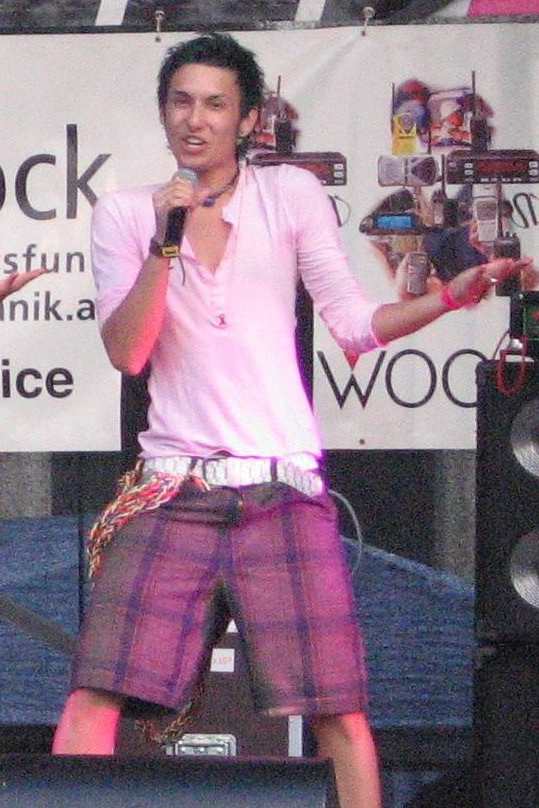
Tom Neuwirth fără barbă în 2007

În 2006, Tom Neuwirth a luat parte la a treia ediție a emisiuni Starmania, clasându-se pe locul 2 (Nadin Beiler a fost câștigătoarea). Un an mai târziu a fondat o trupă de băieți "Jetzt anders!" care și-a încheiat activitatea în același an.
În 2011 el a debutat sub numele de Conchita Wurst la selecția națională a Austriei pentru Eurovision 2012 reușind să se poziționeze a doua. Numele de scenă este alcătuit din cuvânt spaniol conchita care înseamnă mică cochilie și cuvântuil german wurst în traducere cârnat.
În anul 2014, Conchita Wurst a reprezentat Austria la Concursul Muzical Eurovision 2014, din Copenhaga, Danemarca, interpretând piesa Rise like a Phoenix. În marea finală din data de 10 mai 2014, a câștigat competiția, cumulând 290 de puncte. Pentru Austria, a fost a doua oară când câștigă acest concurs, după cel din Concursul Muzical Eurovision 1966.

## Discografie

### Single-uri
| An   | Titlu                 | Poziții în topuri | Album     |
| An   | Titlu                 | AUT               | Album     |
| ---- | --------------------- | ----------------- | --------- |
| 2011 | "Unbreakable"         | 32                | Non-album |
| 2012 | "That's What I Am"    | 12                | Non-album |
| 2014 | "Rise Like a Phoenix" | 51                | Non-album |

## Legăturiexterne
- Official website